# 大鉄人17
『大鉄人17』（だいてつじんワンセブン）は、1977年3月18日から同年11月11日まで、TBS系で毎週金曜19時から19時30分（JST）に放送された石森章太郎原作、毎日放送・東映製作の特撮テレビ番組、および作中に登場する架空の巨大ロボットの名称。全35話。
新聞のラテ欄表記では、『大鉄人ワンセブン』と表示されている。

## 概要
前番組『キョーダイン』に続く、石森章太郎原作の特撮作品。数多くの東映特撮作品の原作を手がけてきた石森にとって初めての、東映としても『ジャイアントロボ』以来約10年ぶりとなる実写巨大ロボット作品である。巨大ロボットものの起用はスポンサー側の要請によるものであった。
「巨大ロボットアニメ」が活況を呈していた1976年夏に企画が始まり、都合3冊作られた企画書の冒頭には企画意図として「アニメーションより実在感において勝る実写の質感と重量感を重視する」旨が語られ、リアルな特撮を駆使した決定版を制作することが強く意図されていた。本作品では、特撮シーンの撮影のために東映生田スタジオに専用の特撮ステージが組まれた。本作品以降、『スパイダーマン』（東映版）や戦隊シリーズなどで、巨大ロボットの登場が定番化していく。
17のデザインは、石ノ森章太郎のラフデザインを、ポピーの村上克司がクリンナップし、変型機構を加えたものである。村上は「これは屈伸による上半身の引き起こしで、敵に飛び掛っていくライオンのような仕組みで、石ノ森先生のデザインをほとんど改変することなく組み込めた」と語っている 。石ノ森は『THE 超合金』（講談社・1988年）のインタビューで、本作品のキャラクターデザインについて「あれはまだ中間だった。あの作品あたりからメーカーと作家の力が均衡して共同作業のようになり始めた。そういう意味ではエポックメイキングだったと思う」と語っている。1997年7月に東映ビデオから発売された本作品のLD最終巻におけるインタビューでは「この作品で初めて図面を引いた」とも証言している。ただし、本作品以降のデザインワークはスポンサー主導に転じており、それに伴って増えた鋭角的なデザインに対し、前述の『THE 超合金』で石ノ森は「子供が触って遊ぶんだから、やっぱりおもちゃには曲面がほしいなあと思う」と苦言を呈している。
従来よりも高年齢層を意識したため、第15話まではミリタリー要素を強調したシリアスでハードな重量感のある内容のストーリーだったが視聴率は苦戦したため、第16話からコメディリリーフである岩山鉄五郎の登場を筆頭に話や登場人物がコメディ調になり、ワンセブンが言葉を話したり、戦闘ワンセブンが空を飛んだり、ワンセブンの弟ロボット・ワンエイトのドラマなど、低年齢層を意識した陽性方向に全体のイメージの内容に軌道修正された。ただし、中盤から終盤まで布石を打ち完成させた「第二ブレイン（ビッグエンゼル）」とブレインとの対決など、最終2話では初期のようなハードな展開で幕を閉じた。
主役の巨大ロボット・17（）は、それまでの巨大ロボットヒーローと違い自らの意思で動く巨大ロボットであり、人間的な感情をもち、第19話から人語を話すようになる。これにより人間とロボットやロボット同士のドラマが描かれ、従来の巨大ロボットヒーローとの差別化が図られた。
初期の企画段階での名称は「メガロ17」。NGとなったデザインは胸の数字ロゴのみを変更して、そのままワンエイトのデザインに流用された。
「セブンティーン」ではなく「ワンセブン」と呼ばれるのは、体内に使用している「オートダイオード・ワンセブン」に由来する。17という数字は「『鉄人28号』へのオマージュで、28から十の位と一の位を1ずつ減らした」とのこと。
本放送時には次回予告の前に、出演者が科学技術や自然現象の原理などを子供向けに解説する、「ワンセブンものしりコーナー」というミニコーナーが付け加えられていた。ナレーションは第1・2話では本編ナレーターである小林恭治が担当したが、第3話以降は出演者が交代で担当していた。また、ナレーションのバックに流れるBGMにはフランスの電子音楽家、ジャン＝ジャック・ペリーの楽曲「センチメンタル・トリップ」が使用されている。

## あらすじ
国際平和部隊科学研究所の佐原博士があらゆる災害から人類を守り地球環境を保全すべく建造した、巨人電子頭脳ブレイン。だが、次第に自我と、スプーンから宇宙ロケットに至るまで何でも製造できる超生産能力を持つようになったブレインは、遂には「人類こそが地球を滅ぼす。人類は地球に有害」という結論をはじき出した。「地球にとって最大の災害」である人類の存在を否定し、抹殺すべく、ブレインは開発者の1人であるハスラー教授とともに行方をくらまし、アジトを構えて秘密裏に分身となる巨大ロボットを何体も建造する。しかし、その17番目にしてやはり自我を持つワンセブンはブレインの思考と正反対に「人類だけが地球を救える。人類は地球に有益」と人類を守るべき存在という結論をはじき出した。
ブレインは自分に逆らいかねない危険なワンセブンを封印すると、巨大ロボットを操って破壊活動を開始し、人類抹殺に向けて動き出す。だが、ブレインのローラーロボットの襲撃で家族を失った主人公の少年・南三郎に偶然発見されたワンセブンは、自分を解放してくれた三郎をパートナーとし、ブレインの攻撃から人類を守るべく戦うことになる。
こうしてワンセブンとブレインによる数々の戦いが繰り広げられた後、科学研究所は人類に刃向かったブレインに代え、巨大コンピューター「ビッグエンゼル」を新しく作り上げる。ビッグエンゼルの計算により、ブレインを倒すにはその超生産能力でも対処できない強い打撃を加えなければならず、その鍵になるのは三郎であることが分かった。ブレインの周囲2キロメートル以内のコンピューターを支配下に置く「ブレインエリア」の影響を避けるため、三郎の操縦により自我を抑えて唯のロボットになったワンセブンは、ブレインへの特攻を図る。しかし、最終的に自我を取り戻したワンセブンは三郎を隣りにいたロボターに外へ突き飛ばさせることで脱出させ、自分だけで特攻する。ブレインはワンセブンと共に爆発四散し、戦いは終わった。

## メカニック

### 大鉄人ワンセブン
据え付け型の超コンピュータである自分の代理、自由に破壊活動を行える分身を作ろうとして、ブレインが自分に使われている「オートダイオード・ワンセブン」を初めて活用して造り上げた17番目のロボット。名称も内蔵するオートダイオード・ワンセブンに由来する。ブレインに劣らぬ“超生産能力”と思考力、自我を持つ。そのために、自己判断によりブレインとは逆に人類を肯定する結論を導き出し、南三郎との出会いによってブレインに反旗を翻し、人類の味方となる。超生産能力とは体内に具えた工場に常駐する内蔵小型作業用ロボット・ロボターを使うもので、大抵の損傷や故障なら自分で直せる（高等生物の回復力に相当する）ほか、自己改良を行って性能向上を図ることも可能で（人間の努力と技能獲得に相当する）、作中では会話能力の獲得やグラビトン発射のインターバル短縮などを行なっている。サブマシンなどのメカもこの超生産能力で製造されたものである。メカ以外にも、ケーキやジュース、巨大ソフトクリームなども作れる。
当初は意思の疎通に、ワンセブンが体内で製造した特殊な脳波ヘルメットが必要だった。このヘルメットは三郎にしか使えず、その上ワンセブンは通常虹色に輝く両眼のスクリーンの色を変えたり、アイパターンによる「イエス」「ノー」以外の意思表示はできなかった（「ウオーン」という応答音とともに青く発光させれば「イエス」、赤で「ノー」）。第19話からは自身を改良して人間の言葉で普通に会話できるようになり、三郎以外の人間とも意思の疎通ができるようになった。また、ワンセブンは自我を持つロボットであるため、普段はどこにいて何をしているかは三郎にも把握できない。普段は要塞ワンセブンの状態でとある山中の洞穴内で待機しているが、劇中では突如現われ、敵のロボットを倒すとどこかへと立ち去っていく｡
内部には人が乗り込めるコントロールルームがあり、上記のケーキなどで三郎たちをもてなした。のちに頭部に操縦席が超生産能力で作られ、最終話では、ブレインエリアの影響を恐れて活動を停止したワンセブンを三郎が操縦した。
必殺技は腹部のシャッター内部の発射口を開いて火の玉のようにして撃ち出す重力子で、目標を強大な力で圧縮、粉砕するグラビトン攻撃。なお、グラビトンとは重力子を意味する言葉だが、この技で重力子がどのように働くのかについての科学的な設定は語られていない。発射の際は両眼が赤く輝き、一定の動作とともに初期は前述の応答音、後半は「グラビトーン!」と発声する。
ブレインによればグラビトンは一度発射すると、重力子蓄積のため、15時間のインターバルを要する。そのため、攻撃ロボを2台用意しての二段攻撃が仕掛けられたが、自己改良により蓄積時間を13時間に短縮した。
当初3タイプ、後に4タイプの形態を持ち、それぞれ要塞ワンセブン・戦闘ワンセブン・飛行ワンセブン・戦闘飛行ワンセブンと呼ばれている。
- 当時 発売された『DX超合金 大鉄人17』は変形機構を忠実に再現しており[注釈 7]、単品では販売累計 150万個以上[10]と超合金シリーズ史上最多の販売数を記録した[7][2]。1999年には『超絶自動変形 大鉄人17』を超合金ブランドで発売した。合金使用箇所は脚部の各マシン格納部のみ。
- 2022年3月26日、BANDAI SPIRITSより『超合金魂 GX - 101 大鉄人17』が発売された。『DX超合金 大鉄人17』を最新の技術でリメイクした製品で戦闘ワンセブンから要塞ワンセブン、飛行ワンセブンへの変形が可能。腹部に内蔵するグラビトン ユニットは音声・発光機構を搭載。両目の発光と劇中の台詞を再現した。
- デザインは、超合金の商品設計で有名なポピーの村上克司案に協調する形で、原作者の石森章太郎も自ら図面を引いた合作であり、のちに村上がコンセプトデザインを手がけたアニメ『機動戦士Ζガンダム』に登場するサイコガンダムは、ワンセブンに似た変形機構を持つ[要出典]。初期案では水中で活動中の場面が想定したイメージのイラストも描かれ、2基のスクリューが翼に見られる[24]。
- 造型はエキスプロダクションが担当[25][26]。スーツは頭部と胴体のみがFRP製で[25][26]、手足は軽いポリエチレンを用いている[26]。着ぐるみには、ボディーの青が薄く、腹部が4段になったNGバージョンがあった[27]。この着ぐるみは『東映まんがまつり』の予告編で確認できる。エキスプロダクションで造形を担当した小松義人は、本作品での経験が後にスーパー戦隊シリーズのロボット制作に役立ったと述べている[26]。

要塞ワンセブン
通常の待機時の状態。90度に腕と脚を折り畳んでうずくまったような形態である。体内の工場はこの状態で活動する。また、グラビトンのエネルギーである重力子の蓄積や背部のカタパルトからのシグコンマシンの発進もこの形態で行う。全高は35m。
戦闘ワンセブン
二足歩行の人間型形態。戦闘スタイルは主に格闘戦で、飛び道具はグラビトンとナイキ級すねミサイルに腕部のミサイルパンチ。腹部のシャッターを裏返すと敵の光線を反射する鏡になる（ミラーアタック）。腹部に核弾頭を装備している。
飛行ワンセブン
要塞ワンセブンの状態から、背中のカタパルトを主翼として逆V字に90度展開した飛行形態。体当たりを得意とするほか、撤退時にレーダーの追跡から逃れるため、撹乱兵器であるチャフを撒くこともある。
戦闘飛行ワンセブン
戦闘ワンセブンの状態から翼を展開して空中飛行する形態。それまでの飛行ワンセブンに代わって、第17話から登場した。最高飛行速度はマッハ6。

#### シグナル・コントロールマシン
ワンセブンに搭載されているマシン。いずれも自動操縦で行動する｡
シグコンジェット
要塞ワンセブンの背部に格納され、ワンセブンの指令を受けて背中のカタパルトから発進する無人偵察機。全長5メートル、重量15トン、最高速度マッハ3.5、最高高度2万メートル。シグナルコントロールジェットの略。情報探索などの偵察飛行用に使われ、ワンセブンにブレインロボットの動きの情報を送信する。エンディングには第1話から登場しているが、本編での初登場は中盤の第15話で、ブレインの罠により拉致され洗脳されたルミが戦艦ロボを操縦し17に相対した際、戦艦ロボのコクピットに向けて発射され、彼女に催眠ガスを噴射して退却させた。第34話でブレインエリアの偵察に入った際、ブレインに破壊された。
シグコンタンク
右足に格納されている地中用タンク。全長10メートル、重量80トン、最高時速120キロ（地上）、時速50キロ（地中）。5人まで内部に搭乗可能なスペースがある。海野によって命名された。シグナルコントロールタンクの略。ドリルを装備しており､敵基地の探索や、洞窟の地下牢に幽閉されたレッドマフラー隊の救助などに用いられた。初登場は第12話。第34話で三郎を救出しようとブレインエリアに入ったが、ブレインに察知され、破壊された。
サブマシーン
三郎への友情の証として作られた空陸両用の特殊マシン。設定のみだが、海中でも行動可能。全長3メートル、重量10トン、最高速度800キロ（陸海空共通）。左足に格納されている。自動車から翼とローターを広げて飛行することも可。機体の表記は「SAB-MACHINE」。操縦にはワンセブンが三郎に贈った脳波ヘルメットを用いるが、ワンセブンによる遠隔操作が優先される。本編には第6話から登場。

### ワンエイト
ワンセブンの弟として作られたブレインロボット。全身は鋼鉄色。ワンセブン同様、自らの意志を持つが、内蔵されたサタン回路のため、ブレインの命令には絶対服従であり、ワンセブンと対決する。最高飛行速度はマッハ7で、戦闘飛行ワンセブンを後方から追跡し撃墜したこともある。胸の赤い文字で「1」「8」と書かれたハッチは観音開きになっており、内蔵されている12連射多連装式ミサイルや超グラビトンで攻撃する。なお、ワンセブンが三郎と交流するのと同様、ワンエイトも命を救った三郎の級友・矢崎勇には心を開いていた。また内部にはワンセブン同様、人が乗り込めるコクピットが存在する。
ワンセブンとの戦闘でワンセブンのミサイルパンチを開いたハッチに受けて、全機能を停止させられる。その後、ワンセブンによって旧日本軍の地下秘密工場へと移送され、佐原博士と山中隊員によってサタン回路を除去された後はワンセブンの味方となる。しかし、敵の奸計にはまりピンチを招いたこともある。第26話では、グラビトン攻撃を防ぐ盾と俊敏な運動性能を持つ殺し屋ロボット、ハーケンキラーに苦戦するワンセブンの危機を救うため、一度は寝返ったふりをして油断させ、身を挺して敵を押さえ込み、その身を犠牲にしてワンセブンの放ったグラビトン攻撃により、ハーケンキラーを倒すことが出来たものの機能不全に陥った自らの体内原子炉を損傷し爆発してしまった。
- デザインの元となったのは、ワンセブンの全身の検討用ラフデザインで、胸のマークには「17」と記されている[24]。

### ブレイン
元は佐原博士率いる科学者チームが天変地異や災害の予測など平和利用のために作り上げた世界最大の人工知能システムで、超高性能の巨人電子頭脳。一つ眼の本体から何本ものパイプが宙に伸び、さらにこのパイプ一本一本に球体をぶら下げたような形状をしている。意志によって本体のまぶたが開閉する。
ハスラーの野心によって持つようになった自我と、内蔵したオートダイオード・ワンセブンにより完全自衛システムを保有。さらにあらゆる物体を生み出せる超生産能力で、重さ2000トンの巨体を誇る巨人電子頭脳へと成長し、これに乗じた科学者チームの中でも狡猾で野心家だったハスラー教授の策略により、人類を地球にとって邪魔な存在と見なし、地球環境の保全のために人類を排除させるべく幾多のブレインロボットを作り上げ征服に乗り出す。さらに世界中の刑務所から凶悪犯を集めブレイン党を組織し、レッドマフラー隊に戦いを挑む。またハスラー教授から主導権を奪って「私のことはミスター（・ブレイン）と呼びたまえ」と告げると同時に、ハスラーのことは「ハスラー君」と呼んで奴隷扱いし、自ら全知全能の神を自認するようになり、ブレイン党のトップとして君臨する。第12話で佐原博士によって破壊されたが、自己再生能力で約10秒ほどで全機能を取り戻した。
自分を中心に半径2キロ以内のコンピュータを支配下に置く能力もあり、この影響を及ぼせる区域はブレインエリアと呼ばれる。そのためワンセブンはうかつにブレインに近づくことはできなかったが、最終話で三郎がワンセブンを手動操縦することでブレインと対抗した。そして、ワンセブンの特攻作戦によって自己再生能力が追いつく間もなく破壊される。

### ビッグエンゼル
第35話で佐原博士が「第2ブレイン計画」によって第2のブレインとして設計・開発した巨人電子頭脳。形状はブレインと同様だが、一つ眼の本体の上に球状の“反乱防止装置”が追加されている。災害から人類を守るために、ブレインに代わるコンピューター・システムとして建造される予定であったが、ブレインを制御するという役割が与えられ、ブレイン打倒の大きな鍵となった。最終話でブレインとワンセブンが相打ちになったと同時に、オーバーヒートにより爆発、その機能を停止した。

## 登場人物

### レッドマフラー隊
国際平和部隊の別名。隊員たちが全員首に赤いマフラーを巻いていることからこの名がついた。国際平和部隊科学研究所を日本支部とし、世界各国に支部が存在する。当初は部外者がブレインに接触しないようにする警備活動を行なっていたが、ブレインの反乱によって敵対関係となり、携行火器（M1カービン･M20バズーカなど）やF-104･F-4戦闘機（ファントム戦闘機）やジープでブレインの巨大ロボットに立ち向かった。服装は陸上自衛隊の作業服（66式鉄帽など。いずれも国際平和部隊のロゴが入っている）と同じで､巨大ロボットとの戦闘シーンやエンディング映像では自衛隊の記録映像がふんだんに用いられている。なお、作中で登場する「隊長」は、レッドマフラー隊の総指揮官ではなく、隊内のさらに小部隊の指揮官である。第3話以降は、剣持隊長が率いる部隊がレギュラーメンバーとなり、「剣持隊」と通称されている。
南三郎
本作品の主人公で、奥多摩中学の1年生で、13歳。ワンセブンと心を通わせられる唯一の人物。姉の結婚式に出かけようとした日に両親と姉をローラーロボットの攻撃で失う中、洞穴のブレインの電磁フィルターに幽閉されていたワンセブンを解放した。その後、レッドマフラー隊の一員としてブレインと対峙する。孤児となったため、佐原家に身を寄せる。千恵に亡き姉の姿を重ね合わせている。普段は私服だが、ブレザーやレッドマフラー隊と同様の軍服を着ることもあった。
佐原千恵
佐原博士の長女。設定年齢18歳。レッドマフラー隊員でもあり、主に通信係および佐原博士の秘書として活動する。既にこの世を去っている母の代わりに佐原家の家事全般もこなしている。
三郎からは「千恵姉さん」と呼ばれることもある。
- 製作開始直前の企画書では、『冒険ファミリー ここは惑星0番地』に出演した伊豆田依子などが候補として挙げられた。

佐原博士
国際平和部隊の科学者で､沈着冷静なレッドマフラー隊日本支部の指揮官。46歳。フルネームは佐原正。日本を代表する工学博士で、日本有数のシステム工学の権威。自ら設計したブレインの破壊活動から人々を守るために､ブレインを超えるコンピューターの製作を計画する。妻とは死別している。
- 設定年齢は、「メガロ17」時は64歳。製作開始前に書かれた企画書では45歳とされている。

中井隊長
レッドマフラー隊の中井隊隊長。千恵と婚約していた矢先、ブレインの計画の糸口をつかもうと結成直前のブレイン党に強盗犯を装って潜入したが、ブレインに潜入を予期されていたため正体が露見し殺害された。ハスラーとブレインの繋がりを示すダイイング・メッセージを遺した。
剣持保隊長
第3話から登場した、中井の後任のレッドマフラー隊の隊長。通称「鬼の剣持」。陸上自衛隊レンジャー部隊特殊課出身で、非常に厳格で沈着冷静に部下を指揮するが、内には熱い闘志と優しさを秘めている。かつては「カミソリ」と評された切れ者。キャプテンゴメスとはグリーンベレー部隊以来の因縁があり、第15話では、ブレインに敗北したゴメスが遺した帽子を拾い、ゴメスを悼む言葉を呟いている。やすしという弟をオートバイ事故で亡くしており、三郎にその面影を見つつ、彼を指導した。登場以降、自身が率いる隊は「剣持隊」の通称で呼ばれ、以後中核を成す。
村中隊員
レッドマフラー隊の剣持隊のナンバー2｡隊長が不在の時は、隊長代行を務める。幼いころ炎に巻かれて死にかけたことがあり、その時の恐怖がまだ残っていたが、第13話で克服した。また大学で未来科学を専攻し、佐原博士の助手を志願してレッドマフラー隊に入隊したことから、同話で三郎とともにワンセブンの体内に入り、修理を行なった。佐原博士がワンエイトからサタン回路を取り外す際も助手を務めている。
- 製作開始直前の企画書では、誠直也、伴直弥などが候補として挙げられた。

海野隊員
レッドマフラー隊の一員。明るくお調子者で、三郎に対しても面倒見の良い人物。力持ち。ハーモニカをいつも吹いている。ガンテツから「豆だぬき」と呼ばれている｡
小野隊員
レッドマフラー隊の女性隊員で、主に通信班として活動する。村中隊員とは恋愛関係を結んでいる。兄とともに入隊した。空手二段。番組後半では、三郎の休暇時などに行動を共にしていた。

### レッドマフラー隊の協力者
岩山鉄五郎
通称ガンテツさん。25歳。三郎の友人・岩山鉄次の叔父で、常に学ランを着ている。第16話より登場。「剣道四段・柔道四段・空手四段・浪人四年」が座右の銘で東大合格を目指していたが、レッドマフラー隊の活躍にあこがれて、あっさり東大合格をあきらめた。大鎧姿でレッドマフラー隊に入隊しようとして相手にされなかったものの、その後も登場し続け、幾度も三郎やレッドマフラー隊の危機を救い、はみだし隊員として強引に入隊した。岩山家は裕福な家であり、ガンテツもクラシックカー収集を趣味にしている。
佐原ルミ
佐原博士の次女で、三郎と同じく中学1年生の13歳。佐原家において三郎とは兄妹同然の仲。佐原家では母親がいないため、家事を請け負う。第14話ではブレインから洗脳され、戦艦ロボットのパイロットを務める。この出来事以降は三郎やガンテツたちと行動を共にすることが多くなる。

### ブレイン党
ワンセブンと対決するために戦力増強が必要との判断を下したブレインが、ハリケーンロボットなどを使って世界中の刑務所を襲撃し、脱獄させた名だたる凶悪犯を駆り集めて自らの走狗として結成した戦闘部隊。武装兵士はナチス・ドイツ時代のドイツ国防軍に似たヘルメットとゴーグル、青いコンバットスーツを着込んでおり（軍服 (ドイツ)#帝政ドイツ時代）､レッドマフラー隊との白兵戦を展開した｡なお、キャプテンゴメスとチーフキッドなどの戦線指揮官も鉤十字が付いた親衛隊員の服装に似た軍服を着用している（肩章の部分が異なり、ブレイン党独自の徽章が追加されている）が、これらの軍服はブレイン党結成以前（ブレインがハスラー教授から主導権を奪う前）のメンバーも着用しており、ブレイン党結成時の新制服ではない。
両組織とも当時のヒーローものでは珍しく、純軍隊然とした組織であるのが特徴であった。レッドマフラー隊が敵ロボットを攻撃する際も、特に特殊な兵器で攻撃するわけではなく、レッドマフラーが擁する戦車隊（自衛隊の74式戦車・61式戦車）や戦闘機隊（F-4戦闘機・F-104戦闘機）などの現用兵器で対抗するという当時の巨大ヒーローものとしては異例の演出がみられた。
ハスラー教授
元は国際平和部隊に所属していたブレインの開発者のひとりであったが、自らの世界制覇の夢想のためブレインを持ち去って自我を与え、ブレイン党を結成する。小心者だが残忍で傲慢な激昂しやすい野心家であり、その傲慢さが災いして自らの意に反してブレインから主導権を奪われてしまう。以後は不本意ながら、侵略ロボットの製造および指揮官として使役され、折々でブレインに対して面従腹背の一面を覗かせながら、破壊活動を技術面から補佐する｡30話以降の戦闘ではピラミッド型のメカ・ハスラー要塞を駆って三郎たちを苦しめるが、最終話で要塞ごとワンセブンに投げ飛ばされて撃墜された。
- パイプは、大月の自前のものである。大月を本作品に斡旋したのは、第2話に出演したユセフ・オスマンである。

キャプテンゴメス
元は要人暗殺、破壊活動を行う国際テロリスト。テロリスト転身前はグリーンベレーで剣持とライバル関係にあった。ブレイン党の破壊工作隊長に就任し、ハスラー教授とともに巨大ロボットによる破壊活動を指揮したほか、超重砲グスタフに自ら乗り込み、破壊活動を行なった。また、巧みに人間心理を衝く作戦行動を得意とする。第15話でブレインに反旗を翻し、自分の支配下に置こうとしたが、ハスラー教授とチーフキッドに裏切られたため失敗。背水の陣で自ら戦艦ロボットに搭乗してワンセブンに戦闘を仕掛けた。ワンセブンに敗北した上、チーフキッドの手によって自爆スイッチを押され、ロボットごと爆破され死亡した。作中ではSS大隊指揮官（少佐）の襟章を付けている。 また、剣持に戦艦ロボットの行方を知らせた際にはスーツを着用していた。
チーフキッド
テロリスト時代からのキャプテンゴメスの腹心の部下で、ゴメスとともにブレイン党に入党する。ナイフ術の達人で、特に投げナイフが得意。狙った的の中心へ正確に撃ち込む腕前を持つ。左手首には腕輪状のヤスリをはめている。また、人物眼にも優れ、各方面のスペシャリストを即座に選抜できる。変装術にも長け、変装して堂々とレッドマフラー隊の前に現れて破壊工作や拉致を行なうこともあった。ブレイン党の実戦指揮官の座を目指すために、長年師事してきたゴメスを裏切る。第21話で、ガンテツに不意を突かれ負傷した上にビルロボットを使った作戦に失敗した責任を取らされる形でブラック・タイガーによる暗殺拳法のキックの直撃を受け、レッドマフラー隊の前でワンエイトの出現を示唆する言葉を遺し息絶えた。作中ではSS下級中隊指揮官（少尉）の襟章を付けている。
ブラック・タイガー
キャプテンゴメスに代わる実戦指揮官として第16話から、バラモン密教の細菌兵器を手土産にブレイン党の新幹部となったラマ僧。豪放磊落な性格。チベットのラマ山の出身で東南アジア地域の暗黒街の伝説的な黒幕。世界中のダークサイドから一目置かれる存在であり、その名はチーフキッドにも知られており、彼から尊敬の念を持たれていたほどである。額に第三の眼を持つ。無双の怪力の上、超人的な体術、東洋の神秘的な呪術にも優れており、第21話で作戦に失敗したチーフキッドを飛び蹴り一発で処刑したほどの暗殺拳法の使い手。また、直属の部下であるピンクジャガー、ブルージャガーを使って破壊工作を行なう。第33話では自らの死期を悟り、ビッグエンゼル破壊への単独作戦に赴くが、ビッグエンゼルの自動防衛システムの熱光線に細胞を破壊されて消滅する。
ピンクジャガー
第22話より登場したブラックタイガー配下の諜報および破壊工作員の女コンビの一人。基地内では名前の色の隊員服とヘルメット、外では、シースルーのシャツにピンクのベストとホットパンツという服装で活動する。仕事や任務には忠実に実行するが意外にも天然系で人情派な一面を持っている。「この手を血で汚したことはない」ことから、捕えられた三郎を逃がそうとするが、追手のハスラー教授に射殺される。蛙が大の苦手。
ブルージャガー
同じく、ブラックタイガー配下の諜報および破壊工作員の女コンビの一人。ピンクジャガーと色違い（水色のベストとホットパンツ）の服を着て行動する。ピンクジャガーとは反対に冷酷無比な性格。最期はピンクジャガーの裏切りの責任を取ってネッシーロボを強化改造したゴールドネッシーに乗りこんでワンセブンを攻撃するが、ゴールドネッシーごとグラビトン攻撃で破壊され、ブレインの名を叫びながら爆死する。

## キャスト

### レギュラー・準レギュラー
- 南三郎 - 神谷政浩
- 佐原千恵 - 竹井みどり
- 佐原博士 - 中丸忠雄
- 剣持隊長 - 原口剛
- 村中隊員 - 三井俊吾
- 海野隊員 - 菅野直之
- 小野隊員 - 大槻純子[注釈 11][38]
- 岩山鉄五郎 - 高品正広
- 岩山鉄次 - 高橋仁
- 岩山エミ - 渡辺麻由美
- 佐原ルミ - 島田歌穂
- キャプテンゴメス - 平田昭彦
- ブラック・タイガー - 山本麟一
- チーフキッド - 山口あきら[注釈 12]
- ハスラー教授 - 大月ウルフ
- ピンクジャガー - 三東ルシア
- ブルージャガー - 太田美緒

### 声の出演
- ブレイン、ビッグエンゼル - 水島弘
- ロボター - 村松美枝子
- ナレーター、ワンセブン - 小林恭治
- ワンエイト - 市川治（第22 - 26話）

### ゲスト
- 中井隊長 - 多宮健二[注釈 13][39]（第1・2話）
- 南徳造[注釈 14] - 山田光一（第1・16話）
- 南松代[注釈 15] - 山本みどり（第1・16話）
- 南加代[注釈 16] - 鈴木裕子（第1話）、谷口奈緒美（第16話）
- 岡崎隊員 - 山浦栄（第1話）
- パイロット - 江藤昭之（第1話）
- 記者 - 木村修、亀山達也、清水照夫（第1話）
- 村人 - 佐川二郎、美原亮三、小甲登枝恵（第1話）
- レッドマフラー隊員[19] - 中屋敷鉄也（第1話）
- レッドマフラー隊員 - 新堀和男（第1・2話）
- 長官 - 河合弦司（第2・11・12話）
- 政府高官 - 斎藤英雄、山本武、相馬剛三（第2・11・12話）
- ブレイン党士官[19] - 中屋敷鉄也（第2話）
- 国際平和部隊副官[19] - 中村文弥（第2話）
- 囚人[30] - ユセフ・オスマン[注釈 17]（第2話）
- 銀行職員 - 章文栄（第2話）
- やすし - 川口英樹（第5・7話）
- 白衣の男A - 吉岡幸造（第5話）
- 白衣の男B - 拳鍈司（第5話）
- 機長 - 久地明（第5話）
- 副機長 - 横山繁（第5話）
- 対潜哨戒機の通信士[19] - 河原崎洋夫（第5話）
- 技官[19] - 新堀和男（第7話）
- 子供 - 古田範也、吉村美恵子、福士知行（第7・8話）
- 左久井アナウンサー - 木村修（第8話）
- 野村隊員 - 佐々木勝彦（第9・10話）
- 野村里江 - 皆川妙子（第9・10話）
- 野村絵里 - 千葉由美（第9・10話）
- ブレイン党員[19] - 河原崎洋夫（第10話）
- ハイカー - 市川貴史、宍戸久一郎（第11話）
- ドクター宇野 - 平田昭彦（第11話）
- サチコの母 - 高樹蓉子（第11話）
- サチコの父 - 佐野光洋（第11話）
- サチコ - 小貫千恵子（第14話）
- ジャンボ機機長 - 小林稔侍（第14話）
- ジャンボ機副長 - 高月忠（第14話）
- ガイラー - ジョン・シェファード（第14話）
- トラック運転手 - 小野正二、市川貴史（第16話）
- 00Cパトロール班隊員A - 花巻五郎（第17話）
- 00Cパトロール班隊員B - 大山清志（第17話）
- のぞみ[注釈 18] - 馬淵里美（第18・19話）
- のぞみの姉 - 上田かおり（第18・19話）
- のぞみの祖母 - 原ひさ子（第18話）
- 新幹線ひかり23号の車掌 - 中村文弥（第18話）
- 新幹線運転指令所主任 - 仙波和之（第18話）
- 新幹線コントロールルーム職員 - 高木真二（第18話）
- 新幹線コントロールルームのスタッフ[19] - 中屋敷鉄也（第18話）
- アナウンサー - 木村修（第18話）
- 武藤洋次 - 新井つねひろ（第20・21話）
- 武藤剛 - 武岡淳一（第20・21話）
- 尾崎茂美 - 大森不二香（第20・21話）
- 実況アナウンサー - 岸野一彦（第20話）
- 市会議員 - 宮田光（第20話）
- サチコ - 好井ひとみ（第20・21話）
- エイコ - 村田ゆき子（第20・21話）
- 田村隊員[19] - 中村文弥（第20話）
- 立花高校野球部監督 - 山浦栄（第20・21話）
- 立花高校野球部員 - 岡元八郎、熊谷幸男、保坂孝夫（第20・21話）
- タムラ隊員 - 上田弘司（第20・21話）
- レッドマフラー隊隊員 - 中村文弥（第21話）
- スーパーの店員（ブレイン党員）[19] - 河原崎洋夫（第21話）
- 矢崎勇 - 佐藤賢司（第22 - 26話）
- 矢崎カヨ - 小甲登枝江（第22、24 - 26話）
- 井原先生 - 新宅剛（第22話）
- ジープの男 - 貝之瀬一夫、明石富和（第22話）
- ジープの女 - 田之頭美香、市川清美（第22話）
- ビッグエンゼル開発スタッフ[19] - 新堀和男（第23話）
- 看護婦 - 小林満喜子、岸川洋子（第24話）
- 小林伸吉 - 佐原健二（第27話）
- 小林清 - 菅原靖人（第27話）
- 孝 - 藤木武司（第27話）
- 明 - 大栗正史（第27話）
- 藤木教授 - 剣持伴紀（第28・29話）
- 藤木みどり - 猪股裕子（第28・29話）
- 第二太平丸船長 - 佐藤晟也（第28話）
- 第二太平丸航海士 - 須賀良（第28話）
- カメラマン - 山浦栄（第28話）
- トミー少年 - テディー・ペルク、小宮和枝（声）（第30話）
- アッカーマン博士 - エンベル・アルテンバイ、槐柳二（声）（第30話）
- アキラ - 梅地徳彦（第30話）
- ブレイン党員 - 新堀和男（第30話）
- 少年 - 大栗清史（第30話）
- エミの母 - 佐々木エリー（第31話）
- 小母さん - 八百原寿子（第31話）
- 黒田大介 - 天本英世（第32話）
- 黒田正 - 高田康司（第32話）
- 少年 - 藤木武司、大栗正史（第32話）
- 長田助手 - 山口雅樹（第33話）
- 技師 - 新堀和男（第33話）
- 長崎助手 - 中村文弥（第34・35話）
- 技師 - 山本相時、福岡康裕（第34・35話）

### スーツアクター
- ワンセブン[40][41][4] - 新堀和男
- 怪ロボット[4] - 河合徹
- ワンエイト[4] - 河原崎洋夫

## スタッフ
- 原作 - 石森章太郎

（テレビマガジン / たのしい幼稚園 / 冒険王 / テレビランド）連載
- プロデューサー - 七条敬三
- 音楽 - 渡辺宙明
- 音楽制作 - あんだんて
- 撮影 - 山沢義一、小川康男、加藤弘章
- 照明 - 元持秀雄、城田昌貞
- 美術 - 阿部三郎
- 助監督 - 松本喜隆、田村猛、鈴木隆志
- 仕上制作 - 映広音響
- 録音 - 太田克己
- 編集 - 菅野順吉、祖田冨美夫
- 効果 - 平田靖
- 選曲 - 花村勝
- 制作主任 - 川上正行、古市勝嗣、原田良彦
- 記録 - 安倍乃婦子
- トランポリン - 湯川泰男
- 擬斗 - 岡田勝

- 装置 - 生田美術、共和美建、阿部幸夫
- 衣裳 - 東京衣裳
- 美粧 - 入江美粧
- 特殊効果 - 大平特殊効果、菊地潔
- 特撮監督 - 矢島信男
- 特撮 - 特撮研究所
  - 操演 - 鈴木昶、久米攻[42]、関山和昭[42]
  - 美術 - 松原裕志、大澤哲三[42]
  - 撮影 - 石山信雄、高梨昇
  - 照明 - 日出明義
- 合成 - チャンネル16
- キャラクター制作 - エキスプロダクション
- 操車 - 熊沢敏明
- 現像 - 東映化学
- 協力 - スズキ自動車
- 制作担当 - 大里俊博、榎本博
- 制作 - 毎日放送、東映

## 音楽

### 主題歌
オープニングテーマ「オー!!大鉄人ワンセブン」
作詞 - 石森章太郎 / 作曲・編曲 - 渡辺宙明 / 歌 - 水木一郎、こおろぎ'73、ザ・チャープス
第3話以降はワンセブンの変形シーンが第1話劇中分に差し替え、第14話以降は歌の途中から小林恭治によるナレーションが流れるようになった。第18話以降は画面下に歌詞テロップが追加され、いくつかの特撮シーンが挿入された。キングレコードからは堀光一路によるカヴァー版が発売された。
エンディングテーマ「ワンセブン讃歌」
作詞 - 八手三郎 / 作曲・編曲 - 渡辺宙明 / 歌 - 水木一郎、こおろぎ'73
前期はレッドマフラー隊とブレイン党との総力戦がメインで、第3話以降ラストカットが戦闘ワンセブンのカットに差し替え、第20話以降は、第16話から第19話までの三郎や仲間たちの日常のドラマシーンに変更された。

### 挿入歌
「僕のサブマシーン」
作詞 - 赤井圭 / 作曲・編曲 - 渡辺宙明 / 歌 - ザ・チャープス、コロムビアゆりかご会
第16・19話でインストゥルメンタル版が使用された。
「戦いの歌」(第35話)
作詞 - 赤井圭 / 作曲・編曲 - 渡辺宙明 / 歌 - 水木一郎、こおろぎ'73
「進めシグコンマシン」
作詞 - 八手三郎 / 作曲 - 渡辺宙明 / 編曲 - 武市昌久 / 歌 - こおろぎ'73、コロムビアゆりかご会
「レッドマフラー隊の歌」
作詞 - 赤井圭 / 作曲・編曲 - 渡辺宙明 / 歌 - 水木一郎、こおろぎ'73、ザ・チャープス
「僕のワンセブン」
作詞 - 八手三郎 / 作曲 - 渡辺宙明 / 編曲 - 武市昌久 / 歌 - 水木一郎、コロムビアゆりかご会
「わが名はブレイン」
作詞 - 石森章太郎 / 作曲・編曲 - 渡辺宙明 / 歌 - こおろぎ'73
「おれは鉄人ワンセブン」
作詞 - 八手三郎 / 作曲 - 渡辺宙明 / 編曲 - 武市昌久 / 歌 - 水木一郎、こおろぎ'73
「ディスコワンセブン」
作詞 - 石森章太郎 / 作曲・編曲 - 渡辺宙明 / 歌 - 水木一郎、こおろぎ'73

## 放映リスト
参照・東映HM7 2003, p. 90。ものしりコーナー：東映HM7 2003, pp. 84–99。
| 話数 | 放送日         | サブタイトル                          | 脚本       | 監督     | ブレインロボ                              | ものしりコーナー・ナレーター |
| ---- | -------------- | ------------------------------------- | ---------- | -------- | ----------------------------------------- | ---------------------------- |
| 1    | 1977年 3月18日 | 謎の鋼鉄巨人                          | 上原正三   | 山田稔   | ローラーロボット                          | メートル法・小林恭治         |
| 2    | 3月25日        | 地上最大の巨人頭脳                    | 上原正三   | 山田稔   | ハリケーンロボット                        | 世界標準時間・小林恭治       |
| 3    | 4月1日         | 消えたワンセブン 謎のヘルメット       | 伊上勝     | 若林幹   | 地震ロボット                              | マグニチュード・竹井みどり   |
| 4    | 4月8日         | わが友はワンセブン                    | 伊上勝     | 若林幹   | 地震ロボット                              |                              |
| 5    | 4月15日        | 空飛ぶ氷山                            | 伊上勝     | 山田稔   | 冷凍ロボット                              | 氷山・中丸忠雄               |
| 6    | 4月22日        | ワンセブンの贈り物                    | 伊上勝     | 山田稔   | 冷凍ロボット                              | 絶対零度・菅野直行           |
| 7    | 4月29日        | ゴメスの鉄人狩り                      | 伊上勝     | 若林幹   | ガスタンクロボット ミキサーロボット       | 光速・竹井みどり             |
| 8    | 5月6日         | ワンセブン15時間の命                  | 伊上勝     | 若林幹   | ミキサーロボット                          | 陸と海・大槻純子             |
| 9    | 5月13日        | 幻の超重砲「グスタフ」                | 伊上勝     | 内田一作 | 大砲ロボット                              | 望遠鏡・中丸忠雄             |
| 10   | 5月20日        | 死なないで！ 裏切りの父               | 伊上勝     | 内田一作 | 大砲ロボット                              | 顕微鏡・原口剛               |
| 11   | 5月27日        | ブレインから来た招待状                | 上原正三   | 山田稔   | 大爪ロボット                              | そろばん・竹井みどり         |
| 12   | 6月3日         | 決死！ ブレイン大爆破                 | 上原正三   | 山田稔   | 大爪ロボット                              | 電子計算機・大槻純子         |
| 13   | 6月10日        | 驚異！ これがワンセブンの体内だ       | 上原正三   | 山田稔   | 大爪ロボット                              | 自動車の歴史                 |
| 14   | 6月17日        | 空中戦艦の中の少女                    | 伊上勝     | 若林幹   | 戦艦ロボット                              | テレビ                       |
| 15   | 6月24日        | ゴメス！ 戦場に散る                   | 伊上勝     | 若林幹   | 戦艦ロボット                              | 電気の歴史                   |
| 16   | 7月1日         | どこへ!? 消えた人消えた町             | 伊上勝     | 内田一作 | 細菌ロボット                              | レーダー・中丸忠雄           |
| 17   | 7月8日         | 咲けよ!! 友情の紅い花                 | 伊上勝     | 内田一作 | 細菌ロボット                              | マッハ・中丸忠雄             |
| 18   | 7月15日        | 恐怖の夏休み！ 暴走する新幹線         | 上原正三   | 山田稔   | 新幹線ロボット                            | 新幹線                       |
| 19   | 7月22日        | 夏休みのプレゼント！ ワンセブン超特急 | 上原正三   | 山田稔   | 新幹線ロボット                            | ATC                          |
| 20   | 7月29日        | ガンバレ兄ちゃん！ 栄光の甲子園       | 伊上勝     | 若林幹   | ビルロボット                              | 野球の発祥・高品正広         |
| 21   | 8月5日         | 守れ！ 熱血の甲子園                   | 伊上勝     | 若林幹   | ビルロボット ワンエイト                   | 高校野球の歴史・高品正広     |
| 22   | 8月12日        | 奇妙?! 二人のワンセブン               | 伊上勝     | 山田稔   | ワンエイト                                | 昆虫の鳴き声・大槻純子       |
| 23   | 8月19日        | 弟ロボット！ その名はワンエイト       | 伊上勝     | 山田稔   | ワンエイト                                | 熱気球・高品正広             |
| 24   | 8月26日        | ゆるせ弟よ！ 涙のミサイルパンチ       | 伊上勝     | 山田稔   | ワンエイト                                | 飛行機・原口剛               |
| 25   | 9月2日         | 危うし兄弟ロボット！ 恐怖の遊園地     | 上原正三   | 若林幹   | ワンエイト ハーケンキラー                 | 鏡・島田歌穂                 |
| 26   | 9月9日         | 大逆転！ さらば愛する弟よ             | 上原正三   | 若林幹   | ワンエイト ハーケンキラー                 | カメラ・神谷政浩             |
| 27   | 9月16日        | なぞのコンコルド 父ちゃんのうそつき   | 安斉あゆ子 | 若林幹   | ブレインコンコルド                        | コンコルド・高品正広         |
| 28   | 9月23日        | 出たぞ大海獣！ ネッシーの子守唄       | 上原正三   | 山田稔   | ネッシーロボ                              | シーラカンス・太田美緒       |
| 29   | 9月30日        | そこのけそこのけ！ 大暴れネッシーロボ | 上原正三   | 山田稔   | ネッシーロボ                              | スフィンクス                 |
| 30   | 10月7日        | 走れ三郎！ 死の谷からの脱出           | 熊谷節     | 山田稔   | ハスラー要塞                              | ピラミッド・大月ウルフ       |
| 31   | 10月14日       | お母さんはどこ？ 恐怖の白い家         | 江連卓     | 若林幹   | 蜃気楼衛星タイガー                        | 蜃気楼                       |
| 32   | 10月21日       | ほえろイナズマ！ 謎の黄金怪獣         | 安斉あゆ子 | 若林幹   | ハスラー要塞（32,34,35） ゴールドネッシー | 雷・高品正広                 |
| 33   | 10月28日       | ニヤリ！ タイガー地獄の微笑           | 伊上勝     | 若林幹   | ハスラー要塞（32,34,35） ゴールドネッシー | 原子力発電・竹井みどり       |
| 34   | 11月4日        | 決戦!! ブレイン対ワンセブン           | 伊上勝     | 山田稔   | ハスラー要塞（32,34,35） ゴールドネッシー | 火・神谷政浩                 |
| 35   | 11月11日       | さらばワンセブン 不滅のナンバー       | 伊上勝     | 山田稔   | ハスラー要塞（32,34,35） ゴールドネッシー |                              |

## 放送局
- 毎日放送（制作局）：金曜 19時 - 19時30分
- 北海道放送：金曜 19時 - 19時30分
- 青森テレビ：金曜 19時 - 19時30分[46]
- 岩手放送：水曜 18時 - 18時30分（第2話まで）→ 水曜 17時30分 - 18時（第3話から）[47]
- 山形テレビ：火曜 18時 - 18時30分[48]
- 東北放送：金曜 19時 - 19時30分[49]
- 福島テレビ：金曜 19時 - 19時30分[50]
- 新潟放送：金曜 19時 - 19時30分[51]
- TBSテレビ：金曜 19時 - 19時30分
- テレビ山梨：金曜 19時 - 19時30分[52]
- 信越放送：火曜 17時 - 17時30分[53]
- 北陸放送：金曜 19時 - 19時30分[54]
- 静岡放送：金曜 19時 - 19時30分
- 中部日本放送：金曜 19時 - 19時30分
- 福井テレビ：水曜 18時 - 18時30分[55]
- 山陰放送：金曜 19時 - 19時30分[56]
- 山陽放送：金曜 19時 - 19時30分
- 中国放送：金曜 19時 - 19時30分
- 南海放送：火曜 16時55分 - 17時25分[57]
- テレビ高知：金曜 19時 - 19時30分[58]
- RKB毎日放送：金曜 19時 - 19時30分
- 大分放送：金曜 19時 - 19時30分[59]
- 熊本放送：水曜 17時 - 17時30分（数か月遅れ）[60]
- 宮崎放送：土曜 17時30分 - 18時（数か月遅れ）[61]

## 劇場版
いずれも東映まんがまつりの一編として公開された。
大鉄人17
1977年3月19日公開。第1話と第2話の再編集版。なお、公開は第1話の翌日であることから、第2話はテレビ本編よりも早いため、当時の名目上では「新作」扱いとなっていた。
大鉄人17 空中戦艦
1977年7月17日公開。第15話の短縮版。画面上では、第15話のサブタイトルである「ゴメス！戦場に散る」が表示される。
DVD『大鉄人17』Vol.1、Vol.3の映像特典や、2007年12月7日に発売された『東映特撮ヒーロー THE MOVIE BOX』および2009年11月21日発売の『東映特撮ヒーロー THE MOVIE Vol.4』に収録されている。

## 映像ソフト化
すべて東映ビデオより発売。
- 1986年1月21日にVHSが発売された。第1話・第2話と予告編集を収録。
- 1996年11月21日から1997年7月21日にかけてLDが発売された[62]。全5巻の各2枚組で各巻8話（Vol.5のみ1枚・3話）収録。
- 2006年9月21日から11月21日にかけてDVDが発売された。全3巻の各2枚組で各巻12話（Vol.3のみ11話）収録。本放映時に放送された「ものしりコーナー」は未収録。
- 2008年7月21日発売の「石ノ森章太郎 生誕70周年 DVD-BOX」に第1話が収録されている。
- 2017年7月12日に「石ノ森章太郎生誕80周年記念 東映TV特撮ニュープライスシリーズ」の一つとしてDVD全3巻が発売された。

## ネット配信
2012年7月から11月、2014年8月から12月まで、YouTubeの「東映特撮 YouTube Official」にて配信が行われたほか、2017年7月12日から11月15日まで再配信が行われた。いずれも「ワンセブンものしりコーナー」は配信されていない。
2021年11月20日より、YouTubeの「BANDAI SPIRITS」でも配信された。2021年12月31日現在第1話、第2話、第11話 - 第13話、第25話、第26話、第35話（最終回）を配信した。いずれも予告編、「ワンセブンものしりコーナー」は配信されていない。

## 衛星波の再放送
- 2005年まではファミリー劇場で3期にわたって再放送された。3期目は連続放送を行った。
- 2009年3月から6月まで東映チャンネルの「石ノ森章太郎劇場」枠にてニューマスター版の放送が行われた。2010年10月から2011年2月まで同局の「アンコールアワー」枠にて再放送された。同局ではその後も再放送を繰り返しており2021年12月6日より毎週月曜18:00と毎週金曜7:00から2話まとめて再放送されたほか2023年3月23日より東映チャンネルで毎週木曜7:00から2話まとめて再放送されることが決まった[64]。

## 漫画版
- 冒険王 1977年連載 岡崎優
- テレビランド 1977年連載  土山よしき
- たのしい幼稚園 1977年連載  石川森彦、みなみさぶろう
- テレビマガジン 1977年4月増刊号掲載 細井雄二
- テレビランド 1978年2月増刊号掲載 聖悠紀

## その他
- 渡辺宙明が劇伴を手掛けた本作品以後の東映特撮作品において、本作品の一部BGMが使用された事例は数多く、中でも本作品をはじめ過去作品からの流用が多かった『機動刑事ジバン』はこれが顕著であった。
- 主題歌レコードは当時の日本コロムビアレコード学芸部からリリースされたアニメ・特撮部門で第三位の売り上げを記録した。
- ブレインロボットのスーツにはポリエチレン製の風呂マットが用いられた[26]。造形を担当したエキスプロダクション近くの金物屋からマットを大量に仕入れ、市場から風呂マットが消えたという[26]。
- 少年誌[要文献特定詳細情報]には「ワンナイン (19)」の紹介記事があった。
- アメリカでは1982年にFamily Home Entertainment(FHE)社が翻訳・編集版『Brain17』をビデオ販売していた。三郎の名は「スティービー」に変更されている。
- 映画『ジャッカー電撃隊VSゴレンジャー』の企画時には、一案として本作品と『ジャッカー電撃隊』のクロスオーバーとなる『大鉄人17VSジャッカー電撃隊』が検討されていた[65][66]。
- 2010年10月発売の「レンジャーズストライク クロスギャザー」『ザ・ギガンテックタイタン』に、本作品が収録。
- 本放送終了直後の1977年11月12日から毎日放送、関東地方では東京12チャンネル（現：テレビ東京）が同年11月18日より金曜17:00 - 17:30枠で第16話から第35話までの再放送を行った[67][19][注釈 23]。毎日放送およびTBS系の権利が失効していない本放送終了直後での系列外再放送だが、毎日放送は腸捻転時代[注釈 24]の名残で東京12チャンネルとの資本関係が残っていた[注釈 25]。

## 関連作品
- 鉄人28号 - 横山光輝の作品。ネーミングのモチーフになった。
- ジャイアントロボ - 同じく横山光輝の作品。「音声認識で少年に従う」「兄弟ロボがいる」など、設定に多くの共通点が見られる。
- 宇宙鉄人キョーダイン - 同作品の漫画オリジナルキャラである武田カオルが、『テレビランド』の漫画版に登場する[19]。
- スーパー特撮大戦2001 - 本作品が参戦している。
- 衛星兵器XVII（エックスブイツー） - ワンセブンをリメイクした宇宙船。ロボット形態にも変形する。以下、衛星兵器XVIIの登場作品。
  - 仮面ライダーフォーゼ THE MOVIE みんなで宇宙キターッ!
  - 仮面ライダー×仮面ライダー ウィザード&フォーゼ MOVIE大戦アルティメイタム